# Marianów (Rawa)
Pour les articles homonymes, voir Marianów.
Marianów est une localité polonaise de la gmina de Biała Rawska, située dans le powiat de Rawa Mazowiecka en voïvodie de Łódź.